# عزيز أخنوش
عزيز أخنوش (مواليد 16 أغسطس 1961) هو رجل أعمال وسياسي مغربي، يشغل منصب رئيس حكومة المغرب منذ 10 سبتمبر 2021 وهو رئيس مجموعة أكوا صاحبة العلامة التجارية إفريقيا غاز والأمين العام لحزب التجمع الوطني للأحرار. عين سابقًا وزيرًا للفلاحة والصيد البحري والتنمية القروية والمياه والغابات، وهو أيضًا عضو مجلس إدارة البنك المغربي للتجارة الخارجية وقد عينه الملك محمد السادس في الحكومة المُشكلة في أبريل عام 2017 باقتراح من سعد الدين العثماني ليشتغل هذا الأخير تحت رئاسته.

## النشأة
وُلد أخنوش في 16 أغسطس 1961 في مدينة تافراوت ونشأ في الدار البيضاء. وهو ينحدر من قبيلة أمازيغية من سوس آيت أملن. كانت والدته وشقيقته ناجيتين من زلزال أكادير 1960 الذي أودى بحياة عشرة من أفراد عائلته؛.وبحسب ما ورد تُركوا مدفونين تحت الأنقاض لعدة ساعات قبل أن يتم إنقاذهم.
أكمل دراسته في الخارج وحصل على شهادة في التسيير الإداري من جامعة شيربروك الكندية سنة 1986.

## مسيرته المهنية
بعد عودته إلى المغرب تولى منصب رئيس مجموعة أكوا وهي شركة قابضة تسيطر على عشرات الشركات المتخصصة في توزيع البنزين والاتصالات والخدمات.
وانتخب ما بين 2003 و2007 رئيسًا لمجلس جهة سوس ماسة درعة. كما كان عضوًا بمؤسسة محمد السادس لحماية البيئة، وعضوًا متصرفًا بمؤسسة محمد السادس لإدماج السجناء.
وهو عضو في مكتب الاتحاد العام لمقاولات المغرب وعضو مجلس إدارة البنك المغربي للتجارة الخارجية وعضو في مؤسسة «أكاديميا» ومجلس إدارة «بنك المغرب»، وسبق أن كان رئيسا لتجمع النفطيين المغاربة. وعضو في خلية التفكير التي أسسها الملك الحسن الثاني سنة 1999 المعروفة ب«مجموعة 14».
وفي 29 أكتوبر 2016 انتخب أخنوش بالأغلبية رئيسا لحزب التجمع الوطني للأحرار.
التقى أخنوش مع مبعوث الأمم المتحدة الخاص للتغير المناخي جوناثان بيرشينغ، وتباحث الاثنان حول تحضيرات مؤتمر الأمم المتحدة للتغير المناخي عام 2016 الذي كان عُقِد في المغرب.

## حياته الشخصية
أخنوش متزوج من سيدة الأعمال سلوى إدريسي والتي تملك شركة للمراكز التجارية وحائزة على حق الامتياز بالمغرب لشركات مثل جاب وزارا وغاليري لافاييت.
ترأس عزيز أخنوش في يونيو/حزيران 2009 وفداً مغربياً شارك في أشغال المؤتمر الدولي للماسونية بأثينا.
كما أنه معروف عن مجموعته لرفضهم توظيف المحجبات.

## أنشطته
- افتتاح متحف كرة القدم المغربية.

في يوم الخميس 21 مارس 2024، افتتح رئيس الحكومة عزيز أخنوش بالمعمورة سلا، متحف كرة القدم المغربية على مساحة 2100 متر مربع، بمقر الجامعة الملكية المغربية لكرة القدم.
يعكس هذا الافتتاح؛ العناية المتواصلة للملك محمد السادس بالإرث الحضاري بمختلف تشكيلاته، والتي تتوخى تثمين وحفظ الذاكرة الكروية المغربية منذ سنة 1906.
- المصادقة على إحداث وحدة صناعية لإنتاج بطاريات السيارات الكهربائية.

في يوم الخميس 6 يونيو 2024، ترأس رئيس الحكومة عزيز أخنوش، بالرباط، مراسم التوقيع على اتفاقية استثمارية ذات طابع استراتيجي، بين الحكومة المغربية والمجموعة الصينية-الأوروبية “غوشن هاي تيك” الرائدة في مجال التنقل الكهربائي. وبموجب هذه الاتفاقية سيتم إحداث وحدة صناعية ضخمة “جيغافاكتوري” مع منظومة متكاملة لإنتاج بطاريات السيارات الكهربائية في مدينة القنيطرة، لتكون هذه الوحدة الأولى من نوعها في منطقة الشرق الأوسط وشمال إفريقيا، مما سيعزز ريادة المغرب في صناعة السيارات والانتقال الطاقي، بفضل الرؤية الاستراتيجية والحكيمة للملك محمد السادس.

## انتقادات
يُتّهم أخنوش من طرف عدة فاعلين (منهم عبد اللطيف وهبي، الأمين العام لحزب الأصالة والمعاصرة) باستغلاله لمنصبه ومعارفه من أجل جني أرباح لشركاته بشكل غير شرعي، فيما يُعرف ب «قضية 17 مليار درهم».
سنتي 2015 و 2016، وبعد تقرير الحكومة المغربية تحرير أسعار المحروقات، قررت شركات المحروقات التواطئ فيما بينها وعدم تخفيض الأسعار. كانت من بين تلك الشركات شركة إفريقيا المملوكة من عزيز أخنوش.
بلغت أرباح تلك الشركات ما يناهز 17 مليار، وصفتها عدة أطراف بالأرباح اللاأخلاقية وغير الشرعية على ظهر الشعب المغربي، كما لا زالت هناك عدة مطالب لإستعادتها سواء في البرلمان أو على وسائل الإعلام.
خلال الفترة الموالية للقضية، قام رئيس مجلس المنافسة إدريس الكراوي بإعداد تقرير حول الأرباح الغير المشروعة لأخنوش، وقام برفعه للملك محمد السادس. في مارس 2021، تم إعفاء الكراوي من منصبه وتعويضه بأحمد رحو.

## وصلات خارجية
- عزيز أخنوش على موقع مونزينجر (الألمانية)